# Izba Regionalna Ziemi Goślińskiej w Murowanej Goślinie
Izba Regionalna Ziemi Goślińskiej w Murowanej Goślinie – muzeum z siedzibą w Murowanej Goślinie. Placówka jest miejską jednostką organizacyjną, działającą w ramach Miejsko-Gminnego Ośrodka Kultury i Rekreacji w Murowanej Goślinie. 
Idea powołania izby zrodziła się w latach 80. XX wieku w kręgach związanych z Towarzystwem Miłośników Ziemi Goślińskiej. Udało się ją wcielić w życie w 1988 roku, kiedy to Rada Narodowa Miasta i Gminy wydała decyzję o utworzeniu Izby Regionalnej Ziemi Goślińskiej. Placówka zainaugurowała działalność w maju 1989 roku, na początku w ramach Biblioteki Publicznej Miasta i Gminy. Pierwszą jej siedzibą były pomieszczenia w budynku narożnym przy pl. Powstańców Wielkopolskich i ul. Kochanowskiego. Większość eksponatów pochodzi z darów i depozytów mieszkańców miasta i okolicy. W listopadzie 1996 roku w budynku, w którym znajdowała się izba, wybuchł pożar. Żaden z eksponatów nie uległ zniszczeniu, natomiast sam budynek uległ znacznym uszkodzeniom (spłonął dach). Po tych wydarzeniach zbiory przeniesiono do pomieszczeń na tyłach ratusza. Od tego czasu muzealną ekspozycję czekały kolejne przeprowadzki w ramach budynków ratusza (m.in. w 2008 roku na pierwsze piętro oficyny ratuszowej).
Przy włączeniu Izby Regionalnej do struktury Miejsko-Gminnego Ośrodka Kultury i Rekreacji jej siedzibą jest budynek przy ul. Mściszewskiej 10.
Pierwszym kustoszem Izby Regionalnej Ziemi Goślińskiej był Norbert Kulse (1989–2015), później drugim pracownikiem został Dariusz Paprocki (2004–2015). Od roku 2015 kustoszem jest Marian Pflanz.
W ramach muzealnej wystawy prezentowana jest ekspozycja dotycząca historii ziemi goślińskiej oraz organizowane są wystawy czasowe. Przy Izbie zorganizowano również stanowisko Pracowni Archeologicznej Muzeum Pierwszych Piastów na Lednicy.
Muzeum jest obiektem całorocznym, czynnym w dni robocze. 